# Turón
Turón er en by og kommune i det sydøstlige Spanien i provinsen Granada. Den har et indbyggertal på 213 (2024) indbyggere.